# Institut de pharmacotechnie et de pharmacodynamie
L'institut de pharmacotechnie et de pharmacodynamie est un ancien institut de la faculté de pharmacie de l'université de Paris créé en 1947 à l'initiative de Maurice-Marie Janot grâce à la chambre syndicale nationale des fabricants de produits pharmaceutiques
Il délivrait le certificat de pharmacotechnie et de pharmacodynamie puis les certificats de pharmacotechnie chimique et galénique et de pharmacodynamie et essais biologiques des médicaments.